# Веськово
Весько́во — село в Переславском районе Ярославской области на берегу Плещеева озера при речке Веськовке. Здесь находится Музей-усадьба «Ботик Петра I».
Постоянное население на 1 января 2007 года 83 человека.

## История
Сначала финский, потом славянский посёлок в документах упоминается с 1400 года как вотчинное село Горицкого монастыря, которому принадлежало в части, затем в духовной великого князя Василия Дмитриевича 1406 года как дворцовое владение, переданное потом в качестве вотчины великой княгине или одному из великокняжеских бояр, от последнего переходит в Горицкий монастырь до 1425 года полностью.
В 1688—1693 годы вблизи Веськова происходило петровское кораблестроение на Плещееве озере; в 1691 году вблизи его возник потешный дворец и деловой двор, в 1693 году морское строительство перенесено на Белое море.
Императрица Елизавета Петровна пожаловала Веськово ротмистру Бутакову и до 1833 года село находилось в частном владении. В 1833 году оно было куплено владимирским дворянством. На месте прежнего дворца Государева устроен дом для хранения оставшихся после Петра предметов, в том числе и потешного ботика. Этот дом существует и в настоящее время; самое место, где он стоит, известно в Переславле под именем «Ботика».

## Население
| 1859 | 1905 | 1926 | 2007 | 2010 |
| ---- | ---- | ---- | ---- | ---- |
| 291  | ↘244 | ↗371 | ↘83  | ↘52  |

## Церковь святого Георгия
Церковь страстотерпца Георгия в Веськове известна с 1628 года. В 1644 году здесь построена новая церковь в честь того же святого. В 1734 году Георгиевская церковь в Веськове сгорела; вместе с нею сгорела и другая тёплая церковь во имя Николая Чудотворца (время построения этой церкви неизвестно); но святые иконы и антиминсы были спасены от пожара. В 1735 году построена была вновь тёплая церковь во имя Николая Чудотворца, а через 7 лет в 1742 году и холодная церковь во имя святого великомученика Георгия.
В начале XIX столетия вместо двух деревянных церквей построен в Веськове существующий ныне каменный храм с такою же колокольнею. Престолов в этом храме два: в холодном во имя святого великомученика Георгия, в приделе тёплом во имя святого Николая Чудотворца.
В селе была церковно-приходская школа.
В 1990 году церковь была восстановлена силами жителей села Веськово и сотрудников ИПС РАН.

## Рядом с селом находятся

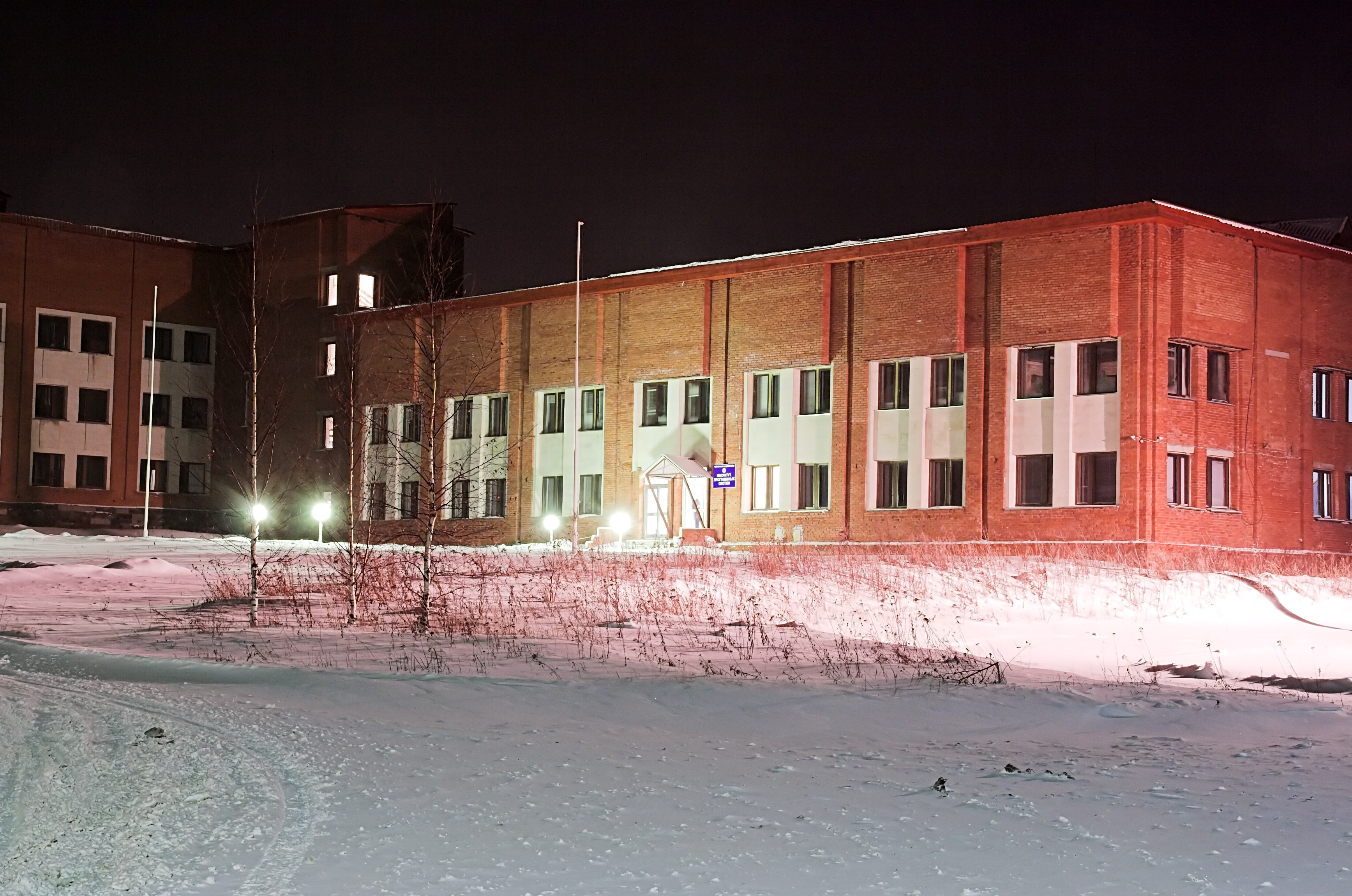
ИПС РАН

- деревня Веслево, где родился преподобный Димитрий Прилуцкий.
- Институт программных систем РАН.
- Музей-усадьба «Ботик Петра I» — филиал Переславского музея-заповедника, где хранится потешный ботик «Фортуна».

## На кладбище похоронены
- Альфред Карлович Айламазян
- Иван Борисович Пуришев